# أملج أصفر الأزهار
أملج أصفر الأزهار (الاسم العلمي:Phyllanthus flaviflorus) هو نوع من النباتات يتبع جنس الأملج من الفصيلة الأملجية.